# Pistolet maszynowy MAT 49
MAT 49 – francuski pistolet maszynowy skonstruowany i produkowany przez Manufacture Nationale d’Armes de Tulle (MAT).

## Historia konstrukcji
W momencie zakończenia II wojny światowej armia francuska dysponowała prawdziwą mozaiką typów pistoletów maszynowych. Były to amerykańskie peemy M1 i M3, angielskie STENy, niemieckie MP 40, a także własne MAS 38. Jednocześnie z tą mieszanką broni używano trzech rodzajów amunicji pistoletowej: .45 ACP, 9 mm Parabellum i 7,65 mm Long.
Po zakończeniu wojny postanowiono ujednolicić uzbrojenie i utrzymać w uzbrojeniu jak najmniejszą liczbę typów broni i amunicji. W tym czasie produkowano we Francji pistolet maszynowy MAS 38, ale jak wykazały doświadczenia wojenne skuteczność tej broni była niska. Była to wina słabej amunicji 7,65 mm Long. Ponieważ nabój .45 ACP uznano za powodujący zbyt silny odrzut, postanowiono przyjąć do uzbrojenia nowy pistolet maszynowy kalibru 9 × 19 mm Parabellum.
Prototypy przygotowały dwie firmy: MAT i Hotchkiss. Pistolet maszynowy Hotchkiss Type Universal był konstrukcją bardzo wyszukaną, umożliwiającą znaczne zmniejszenie wymiarów broni. Konstruktorzy firmy MAT postanowili stworzyć broń prostą i tanią w produkcji. Ich broń była wzorowana na amerykańskim M3. MAT 49 miał prostą komorę zamkową wykonaną z blaszanych wytłoczek, prostopadłościenny, łatwy w produkcji zamek o nieskomplikowanych kształtach. Metalową kolbę składaną skopiowano z M3. Jedynym nietypowym rozwiązaniem było składane do przodu gniazdo magazynka (rozwiązanie wzorowane na węgierskim pistolecie maszynowym Danuvia 39M Paula Kiralego).
Natychmiast po rozpoczęciu produkcji w 1949 roku zarówno Hotchkiss Type Uniwersum, jak i MAT 49 trafiły w ręce żołnierzy francuskich walczących w Wietnamie (I wojna indochińska). W warunkach bojowych MAT 49 okazał się zdecydowanie lepszy od Hotchkissa i to on został jako Pistolet-Mitrailleur de 9 mm modéle 1949 przyjęty do uzbrojenia (pierwsze duże dostawy w 1950 roku). MAT 49 został także doceniony przez Wietnamczyków którzy uruchomili produkcję jego wersji o kalibrze 7,62 × 25 mm TT.
W następnych latach MAT 49 wypierał z uzbrojenia starsze typy pistoletów maszynowych. W połowie lat 60. XX wieku produkcję pistoletów MAT 49 przeniesiono do zakładów MAS (Manufacture Nationale d’Armes de St-Etienne).
Pistolety maszynowe MAT 49 zaczęły być wycofywane z uzbrojenia wraz z wprowadzeniem karabinu szturmowego FAMAS na początku lat osiemdziesiątych XX wieku.
Poza wersją wojskową była produkowana wersja policyjna wyposażona w mechanizm spustowy z dwoma spustami umożliwiający strzelanie ogniem pojedynczym i seriami. Pistolety w wersji policyjnej miały niekiedy dłuższe lufy i stałe, drewniane kolby.

## Opis konstrukcji
Pistolet maszynowy MAT 49 był indywidualną bronią samoczynną. Zasada działania oparta na odrzucie zamka swobodnego. Broń strzelała z zamka otwartego. Mechanizm spustowy bez przełącznika rodzaju ognia. Zasilanie z magazynków pudełkowych (20 lub 32 nabojowych). Gniazdo magazynka w przednim chwycie. Przyrządy celownicze składały się z muszki i celownika przerzutowego (nastawy 100 i 200 m). Kolba metalowa, wysuwana częściowo lub całkowicie. Broń była wyposażona w bezpiecznik samoczynny w chwycie, rolę drugiego bezpiecznika spełniało odchylane do przodu gniazdo magazynka.